# Kanton Cahors-Nord-Est
Kanton Cahors-Nord-Est (francouzsky Canton de Cahors-Nord-Est) je francouzský kanton v departementu Lot v regionu Midi-Pyrénées. Tvoří ho čtyři obce.

## Obce kantonu
- Cahors (severovýchodní část)
- Lamagdelaine
- Laroque-des-Arcs
- Valroufié